# Уфимское реальное училище
Уфи́мское реа́льное учи́лище — среднеспециальное учебное заведение, действовавшее в Уфе в начале XX века.

## История

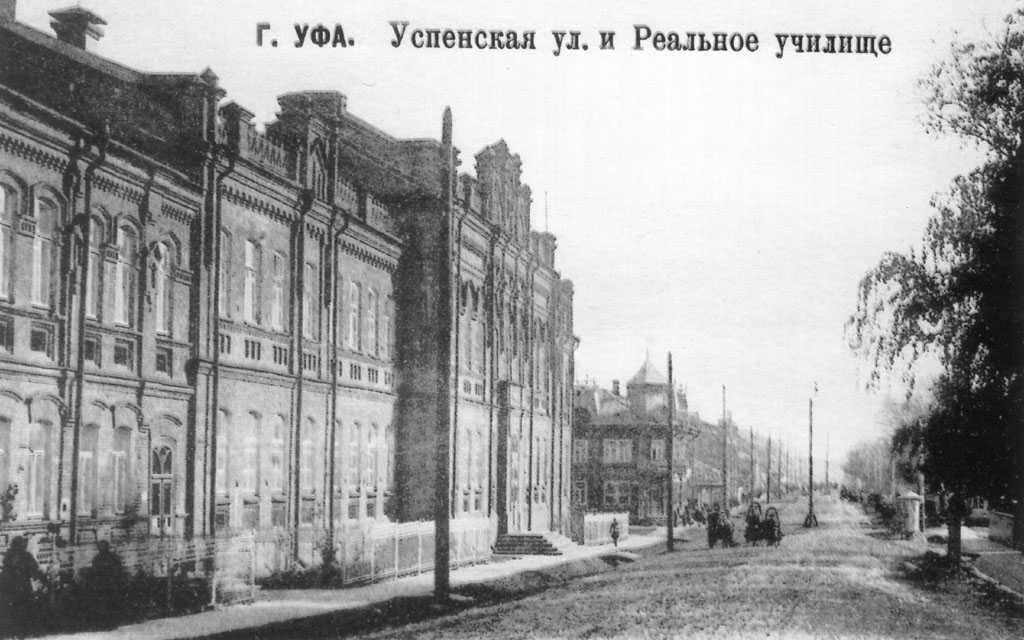
Уфимское реальное училище на фотографии А. А. Зираха

Необходимость создания учебных заведений, обучающих точным наукам, возникла в Уфе в конце XIX в. До этого в Уфе работали только медресе и гимназии, которые не могли обеспечить молодёжи глубоких знаний по точным («реальным») наукам.
В 1883 году на Земском собрании впервые был поднят вопрос об создании в городе реального училища. Однако только через несколько лет на заседании 24 октября 1897 года Уфимская Городская дума снова возбудила вопрос об открытии реального училища с техническим отделением. Городской управе было поручено составить подробный доклад о ситуации в Уфе по этому вопросу.
В декабре 1898 года Губернское Земское собрание выделило 10 тысяч рублей на открытие реального училища. При этом было высказано пожелание об учреждения в училище сельскохозяйственного отделения. Место под училище было выделено Городской Думой на заседании 21 мая 1899 года, для чего Дума предоставила 10 тысяч рублей.
21 декабря 1900 года Губернское земство согласилось ежегодно выделять из земских сумм на реальное училище по тысяче рублей. Городская Управа разрешила использовать для реального училища дом на перекрёстке улиц Центральной и Большой Казанской (дом почётного гражданина Уфы Василия Епифановича Поносова, ныне — улица Ленина, 20).
4 июня 1901 года губернатор Уфимской губернии издал «Высочайшее повеление об открытии в Уфе реальнаго училища» с основным отделением в 5 и 6 классах и с дополнительным классом. Кроме того был разработан план постройки отдельного здания для реального училища, на что предполагалось отпустить в 1902 году 67000 рублей из средств Министерства народного просвещения.
Реальное училище расположилось на 2 и 3 этажах дома Поносова, которые ранее занимал ломбард. Первым временным заведующим 1-го класса училища был директор Уфимской мужской гимназии Владимир Николаевич Матвеев. Поскольку желающих поступить в открывшееся реальное училище было очень много, то оказалось необходимым открыть дополнительный класс с оплатой 30 рублей в 1901—1902 учебном году.
Новое здание реального училища должно было расположиться в Софьином саду рядом с другими учебными заведениями (квартал ул. Тукаева — ул. Заки Валиди, ул. Цюрупы), что вызвало возражения у уфимцев. Уфимская домовладелица Н. Н. Хасабова согласилась продать городу принадлежащий ей земельный участок по Успенской улице, который был передан в распоряжение казны.
Здесь за 2 года было построено новое здание, в которое реальное училище переехало в 1905 г. Был решён вопрос об общежитии для учеников, а остаток кредита был израсходован для комплектации библиотеки при училище.
В 1907 году в училище было 228 учеников, а в 1915 году — 291 ученик. Директором училища стал Павел Иванович Свешников. Также учителями работали С. М. Васильев, К. А. Егоров, П. Н. Степанов. Выпускники училища имели возможность поступить в высшие технические учебные заведения.
После Октябрьской революции 1917 года училище было закрыто, а в здании сначала разместились государственные учреждения, а позже — педагогический институт. В 1930-е гг. здание обзавелось дополнительно построенным этажом, а в 1942 году оно было передано промышленному предприятию.
Ныне в здании располагается Башкирское производственное объединение «Прогресс».